# Monte Sião (ort)
Monte Sião är en ort i Brasilien.   Den ligger i kommunen Monte Sião och delstaten Minas Gerais, i den sydöstra delen av landet, 800 km söder om huvudstaden Brasília. Monte Sião ligger 857 meter över havet och antalet invånare är 11 089.
Terrängen runt Monte Sião är kuperad åt sydväst, men åt nordost är den platt. Närmaste större samhälle är Socorro, 18,2 km söder om Monte Sião.
Omgivningarna runt Monte Sião är huvudsakligen savann. Runt Monte Sião är det ganska tätbefolkat, med 116 invånare per kvadratkilometer.